# 谢逸
謝逸（1068年—1112年），字無逸，號溪堂，臨川縣城南（今撫州市）人，宋朝诗人。

## 生平
先世居金陵，后移居临川。父谢方，母黄氏。生于熙宁元年（1068）。少孤，家境艰窘，“无地可桑麻”，屢試不中。遂绝意仕途，終身隐居，“虽困甚，然未尝少屈”。以诗文自娱，他的词“既具花间之浓艳，复得晏欧之柔婉”，與堂弟謝薖並稱“二谢”，江西诗派二十五法嗣之一，名列《江西诗社宗派图》。因“吟《蝴蝶诗》三百首，人呼为谢蝴蝶”。黄鲁直见其诗，叹說：“使在馆阁，当不减晁、张。”南宋刘克庄稱“其高节亦不可及”。毛晋稱：“溪堂小令，皆轻倩可人。”《词苑丛谈》称其词“标致隽永。”代表作品有《江城子》。政和二年（1112年）卒。有《溪堂词》，存词六十多首。《宋史》无传。

## 著作
- 《溪堂集》，清四庫全書版本。
- 《溪堂詞》，清四庫全書版本。